# Zuider Olingerpolder
De Zuider Olingerpolder is een voormalig waterschap in de provincie Groningen. Het waterschap is ontstaan toen het Eemskanaal de oorspronkelijke Olingerpolder doormidden sneed. 
De polder lag ten zuiden van Appingedam, tussen het Schildmeer en het Eemskanaal. De oostgrens lag bij De Groeve, de westgrens bij de gemeentegrens van Slochteren en Appingedam (de zuidelijke punt van het schap lag in Slochteren). De molen van het schap, de Olinger Koloniemolen genaamd, sloeg uit op de Groeve.
Waterstaatkundig gezien ligt het gebied sinds 2000 binnen dat van het waterschap Hunze en Aa's.